# Colección privada
Colección privada è il sesto album della cantante spagnola Mónica Naranjo. L'album, in realtà una raccolta, è stato pubblicato nel 2005. All'album è allegato anche un DVD: Coleccion Privada (Tour Minage).

## Tracce
1. Chicas malas
2. No voy a llorar
3. De qué me sirve ya
4. No puedo seguir
5. Yo vivo en ti
6. Libérame
7. Hotline
8. Lágrimas de escarcha
9. Sacrificio
10. No cambies nunca
11. Ain't it better like this